# Przedstawiciele dyplomatyczni Wenezueli w Polsce

## Ambasada Wenezueli w Polsce
Polska i Wenezuela nawiązały stosunki dyplomatyczne w 1933.
| Data rozpoczęcia urzędowania | Imię i nazwisko                  | Ranga/stopień     |
| ---------------------------- | -------------------------------- | ----------------- |
| 28 listopada 1934(dts)       | Carlos Aristimuno-Coll           | poseł             |
| 28 października 1936(dts)    | Silvestre Tovar Lange            | poseł             |
| 1 lipca 1939(dts)            | Gabriel Picon Febres             | Chargé d’affaires |
| 20 marca 1962(dts)           | Orestes di Giacomo               | Chargé d’affaires |
| 5 listopada 1964(dts)        | Régulo Burelli Rivas             | ambasador, Moskwa |
| 24 lipca 1968(dts)           | Francisco Paparoni Minuta        | Chargé d’affaires |
| 30 grudnia 1969(dts)         | Vicente Gerbasi                  | ambasador         |
| 2 czerwca 1972(dts)          | Ignacio Silva Sucre              | ambasador         |
| 8 listopada 1974(dts)        | Rafael León Morales              | ambasador         |
| 9 kwietnia 1980(dts)         | Antonio Casas Salvi              | ambasador         |
| 15 października 1981(dts)    | Jose Francisco Sucre Figarella   | ambasador         |
| 22 marca 1984(dts)           | Nestor Jose Castellanos Palma    | Chargé d’affaires |
| 6 września 1985(dts)         | Jorge Daher                      | ambasador         |
| 22 maja 1992(dts)            | Maria Antonieta Madrid Maya      | Chargé d’affaires |
| 10 marca 1993(dts)           | Guillermo Herrera Guada          | ambasador         |
| 22 października 1997(dts)    | Gustavo Garaicoechea Inandy      | ambasador         |
| 28 lutego 2000(dts)          | Ana Isabel Duran Schiller        | Chargé d’affaires |
| 21 listopada 2000(dts)       | Daniela Szokoloczi               | ambasador         |
| 21 grudnia 2004(dts)         | Leonardo Javier Villalba Palcios | Chargé d’affaires |
| 8 lipca 2005(dts)            | Franklin Ramón Gonzalez          | ambasador         |
| 18 grudnia 2006(dts)         | Ana Margarita Pino Pasquier      | Chargé d’affaires |
| 28 czerwca 2009(dts)         | Jesús Miguel Cruz Guevara        | Chargé d’affaires |
| 29 kwietnia 2013             | Adriana Gottberg Gil             | Chargé d’affaires |
| 8 stycznia 2015              | Luis Gómez Urdaneta              | ambasador         |